# Ducula pacifica
Il piccione imperiale del Pacifico (Ducula pacifica J. F. Gmelin, 1789) è un uccello della famiglia dei Columbidi diffuso nell'area compresa tra l'arcipelago di Bismarck e le isole Cook.

## Tassonomia
Comprende le seguenti sottospecie:
- D. p. sejuncta Amadon, 1943 - isole al largo delle coste settentrionali della Nuova Guinea e arcipelago di Bismarck occidentale;
- D. p. pacifica (J. F. Gmelin, 1789) - arcipelago delle Luisiadi, isole Salomone, Samoa, Tonga, Niue e Cook.